# Spanien i olympiska sommarspelen 1968
Spanien deltog med 122 deltagare vid de olympiska sommarspelen 1968 i Mexico City. Ingen av landets deltagare erövrade någon medalj.